# قصة رعب أمريكية: نهاية العالم
قصة رعب أمريكية: نهاية العالم (بالإنجليزية: American Horror Story: Apocalypse)‏ هو الموسم الثامن من المسلسل التلفزيوني "قصة رعب أمريكية"، التي هي من ابتكار وإنتاج راين مورفي وبراد فلتشاك. تم عرض الموسم لأول مرة في 12 سبتمبر 2018، واختتم في 14 نوفمبر 2018. تم وصف الموسم بأنه تقاطع بين الموسمين الأول والثالث من المسلسل. وقد تم الإعلان عن موسم «نهاية العالم» في 12 يناير 2017. وتلقى موسم «نهاية العالم» مراجعات إيجابية من النقاد.